# John Drainie
John Drainie (1 de abril de 1916-30 de octubre de 1966) fue un actor y presentador canadiense, al que Orson Welles llamó "el mejor actor radiofónico del mundo".

## Biografía
Su nombre completo era John Robert Roy Drainie, y nació en Vancouver, Columbia Británica (Canadá). 
Drainie fue famoso en Canadá por dos papeles de larga duración: el protagonista, Jake, en la adaptación radiofónica de la obra de W. O. Mitchell Jake and the Kid, y el del humorista Stephen Leacock en un popular show teatral. Así mismo, fue Matthew Cuthbert en la adaptación que en 1956 produjo la CBC Television del libro Ana la de Tejas Verdes, y fue también el narrador de la serie de la CBC de 1952 Sunshine Sketches.
Drainie empezó su carrera en la radio con las emisoras CKBD (AM), CKNW (AM) y CBU (AM) en Vancouver. Formó parte de un grupo de actores, entre los que se incluían Fletcher Markle, Alan Young, Lister Sinclair, Len Peterson, Arthur Hill, Bernard Braden y Andrew Allan, que emergió en Vancouver antes de la Segunda Guerra Mundial, y que finalmente se trasladó a Toronto para formar parte del programa de la CBC "Golden Age of Radio".
Otros actores radiofónicos con los cuales trabajó Drainie fueron Ruth Springford, Jane Mallett, Toby Robins, Barry Morse, James Doohan y Christopher Plummer.
En 1954 hizo una extraordinaria imitación de Joseph McCarthy en el show radiofónico satírico The Investigator, escrito por Reuben Ship, Drainie había sido deportado por el Servicio de Inmigración y Naturalización a Canadá en 1953 tras las audiencias llevadas a cabo por la Comité de Actividades Antiestadounidenses.
En 1963 Drainie interpretó al Profesor Hunter en el film clásico de Walt Disney The Incredible Journey. Al siguiente año presentó con Laurier LaPierre el controvertido show This Hour Has Seven Days. Enfermo de cáncer, Drainie dejó la serie en su segundo año, siendo reemplazado por Patrick Watson.
John Drainie en Toronto, Canadá, en 1966, a los 50 años de edad, a causa de un cáncer. Su viuda, Claire Drainie, posteriormente se casó con el empresario teatral Nat Taylor. La hija mayor del matrimonio, Bronwyn Drainie, es una destacada periodista y presentadora que escribió una biografía de su padre en 1988, Living the Part: John Drainie and the Dilemma of Canadian Stardom.